# Drielake

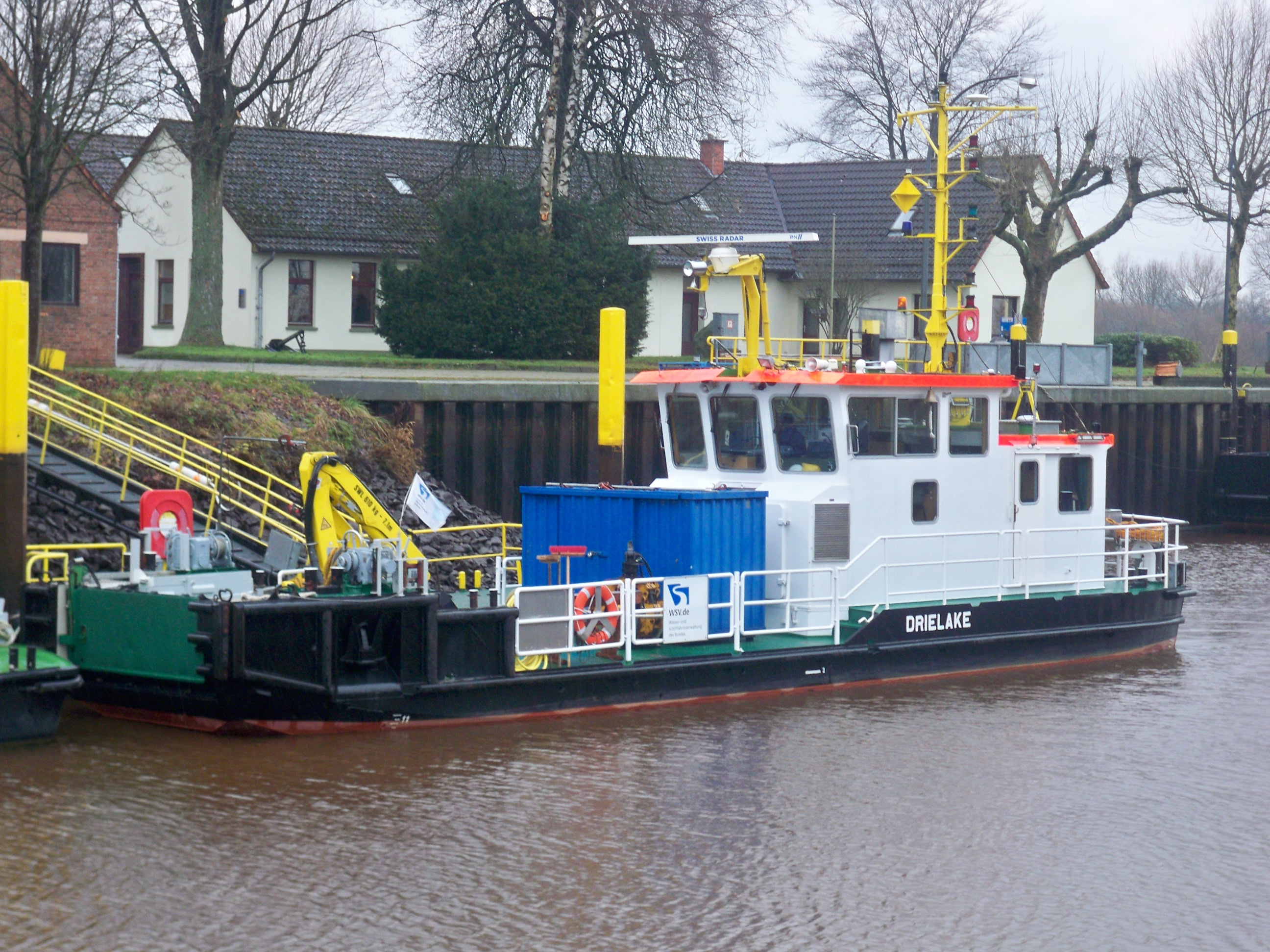
Arbeitsschiff Drielake des Wasser- und Schifffahrtsamts Bremen in Drielake am Hemmelsbäker Kanal

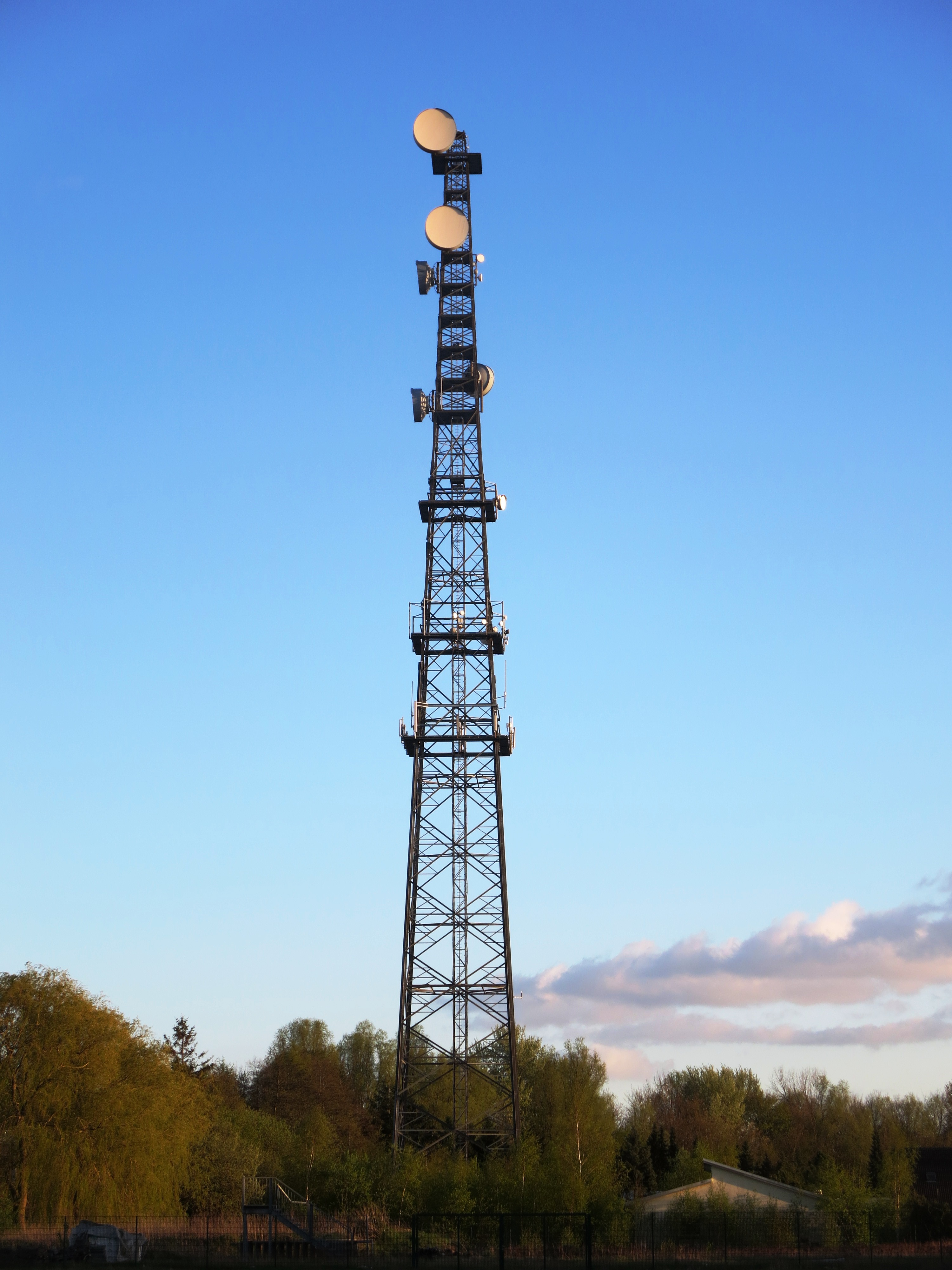
Der Sendemast in Drielake, weithin sichtbar, 43 m hoch

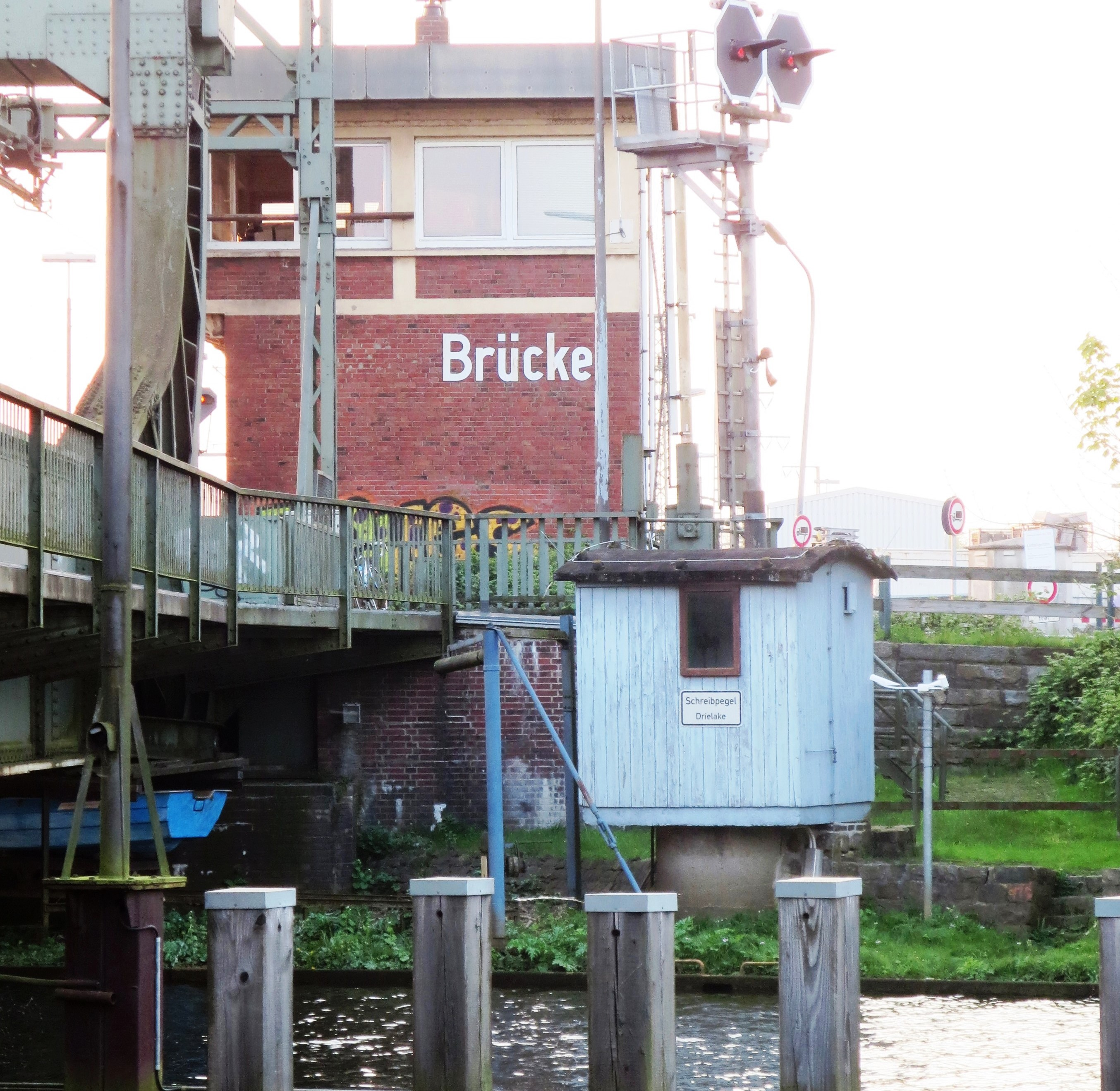
Pegelhaus Drielake (unterhalb des Stellwerks)

Drielake ist ein Substadtteil Osternburgs, eines Stadtteils der niedersächsischen Großstadt Oldenburg. Von den Oldenburgern wird das Gebiet nach einem der wichtigen Unternehmen seiner Industriegeschichte auch Glashüttenviertel genannt.

## Geschichte
Drielake ist ein alter Flurname im stumpfen Winkel des Hunteknies. Der Name ging 1367 auf das gräfliche Gut, dann zu Graf Anton Günthers Zeiten auf das Vorwerk Drielake über. Von 1916 bis 1926 war an dieser Stelle die Wagenbauanstalt Oldenburg ansässig, die u. a. Straßenbahnwagen und Motorräder herstellte. Die Hallen gingen 1936 in den Besitz von Franz Haniel & Cie. über. Heute werden die Hallen von Maco Möbel und Poco genutzt. Nördlich des Hallenareals entsteht für See- und Binnenschiffe eine Wendestelle mit einem Durchmesser von 165 m.
Die Geschichte von Drielake fängt aber weit früher an. Die Archäologen konnten im Jahre 2007 an einer früheren Huntefurt Reste des Heidenwalls ausgraben, der auf das 11. Jahrhundert datiert wird.

## Geografie
Drielake ist geprägt durch den Drielaker See und den Hemmelsbäker Kanal. An die Weideflächen der Drielaker Heide im Südosten des Quartiers schließt sich das Drielaker Moor an, in dessen unmittelbarer Nähe sich der Tweelbäker See befindet. Drielake wird durchzogen von der Bahnstrecke Oldenburg–Bremen und der "Oldenburger Südbahn", die in sie einmündet. Im Bereich der Holler Landstraße und am Osthafen dominieren Handel und Gewerbe. In der Elbestraße ist eine 43 Meter hohe Mobilfunksendeanlage errichtet.
Das Wohngebiet Drielaker Heide besteht ausschließlich aus Einfamilienhäusern. Das Gebiet ist über die Buslinie 330 der Oldenburger Verkehr und Wasser GmbH an die Oldenburger Innenstadt angeschlossen. Diese Linie startet seit Dezember 2019 in Drielake und fährt über Metjendorf weit hinaus ins Ammerland nach Wiefelstede und Conneforde.

## Schreibpegel Drielake
An der Hunte in Höhe der Eisenbahn-Klappbrücke betreibt das Wasser- und Schifffahrtsamt Bremen eine Messstelle. An dieser Stelle beträgt der Tidenhub etwa 2,60 m. Beobachtungswerte sind seit dem Jahre 1900 vorhanden. Die aktuellen Wasserstände sind online abfragbar.

## Drielaker See
Der etwa 10,4 ha große See ist ein ehemaliger Baggersee. Er wurde erst Anfang der 1980er Jahre mit dem Bau der Autobahn A 29 angelegt. Hauptsächlich wurde der Aushub für die Aufschüttung der Rampen für die 26 m hohe Autobahnhochbrücke über die Hunte verwendet. Er bildet heute ein Naherholungsgebiet in unmittelbarer Nähe zu Hafen und Gewerbe.

## Klambecker Brücke und Klambecker Siel

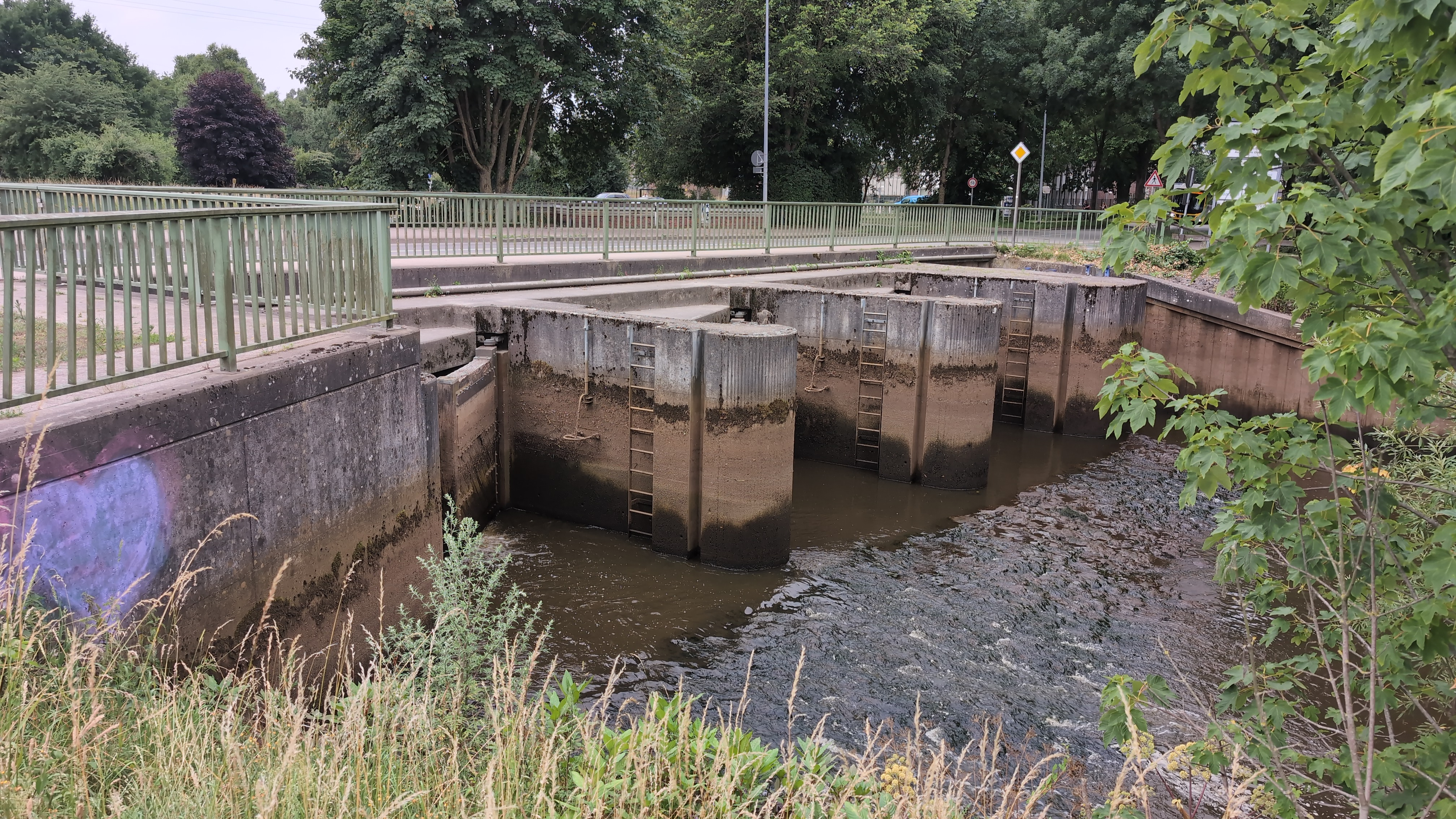
Drielaker Siel

In Höhe des Drielaker Sees überquert die Holler Landstraße (L 866) den Hemmelsbäker und den Drielaker Kanal. Unterhalb der Brücke befinden sich mehrere Sieltore, welche die Entwässerung in die Hunte steuern. Seit 2010 wird ein Tor im Hemmelsbäker Kanal auch bei auflaufendem Wasser teilweise geöffnet, um den Fischaufstieg aus der Hunte in den Kanal zu fördern.